# Malvegil
Malvegil (Sindarin «Espada Dorada»), sexto rey de Arthedain, es un personaje ficticio perteneciente al legendarium del escritor británico J. R. R. Tolkien. Nacido en el año 1144 T. E., Malvegil es un dúnadan, hijo de Celebrindor, sexto rey de Arthedain. Su reinado dura 77 años (1272-1349 T. E.) y tras 205 años de vida muere en el año 1349 T. E., siendo sucedido por su hijo Argeleb I.

## Reinado
Tras la muerte del rey Celebrindor de Arthedain (1191-1272) ascendió al trono del reino su hijo, el príncipe Malvegil, como sexto rey de Arthedain. Fue el sexto rey de Arthedain y décimo de Arnor, si se tiene en cuenta la pretensión de los reyes de Arthedain de ser los legítimos soberanos de Arnor, al descender en línea paterna directa del hijo mayor de Eärendur (777-861), último rey de Arnor.

«Después de Elendil e Isildur hubo ocho Altos Reyes en Arnor. Después de Eärendur, por causa de disensiones entre sus hijos, el reino se dividió en tres: Arthedain, Rhudaur y Cardolan.»
«Anales de los Reyes y Gobernantes», en los Apéndices de El Señor de los Anillos.

### Angmar
Según cuentan las crónicas fue durante su reinado cuando el mal llegó de nuevo a Arnor. Los orcos comenzaron a multiplicarse en las Montañas Nubladas y atacaron a los enanos. Reaparecieron los Nazgûl capitaneados por su líder el Rey Brujo con la intención de destruir los desunidos reinos de los Dúnedain del Norte. Para conseguir tal fin, el Rey Brujo estableció el reino de Angmar en el extremo de las Montañas Nubladas que se eleva hacia el noroeste desde el Monte Gundabad. 

«Fue a comienzos del reinado de Malvegil de Arthedain cuando el mal llegó a Arnor. Porque en ese tiempo el reino de Angmar se encontraba en el norte, más allá de las Landas de Etten. Sus tierras se extendían a ambos lados de las Montañas, y había allí muchos hombres malvados, y Orcos, y otras criaturas salvajes».
«Anales de los Reyes y Gobernantes», en los Apéndices de El Señor de los Anillos.

Estableció como capital y bastión principal la fortaleza de Carn Dûm (en sindarin «valle rojo»), ubicada en el extremo septentrional de las montañas de Angmar, en la ladera sur de la última montaña de la cordillera. No se conoce la fecha de su fundación pero es probable que date de la misma época en la que los hombres de las colinas fortificaron la parte septentrional del reino de Rhudaur (entre 1300 y 1400 T. E.).

### Sucesión
Tras la muerte de Malvegil en 1349 T. E., le sucedió su hijo Argeleb, que fue el primero en volver a reclamar la soberanía sobre todo el antiguo reino de Arnor, esta vez debido a la extinción de la línea de Isildur en los gobernantes de Cardolan y Rhudaur. A partir de él, todos los reyes de Arthedain reclamaron la corona y tomaron títulos que empezaban con el prefijo Ar(a)- («rey» en sindarin), como manifestación de dicha reclamación como únicos descendientes de Isildur.

«En los días de Argeleb hijo de Malvegil, como no quedaban descendientes de Isildur en los otros reinos, los reyes de Arthedain volvieron a reclamar todo Arnor.»
«Anales de los Reyes y Gobernantes», en los Apéndices de El Señor de los Anillos.